# Жале Махсімова
Жале (Жаля, Жала) Агаяр кизи Махсімова (азерб. Jalə Məhsimova; нар. 2 вересня 1996) — азербайджанська футболістка, півзахисниця російського клубу «Зеніт» і національної збірної.

## Життєпис
Вихованка азербайджанського футболу. На батьківщині виступала за декілька клубів, у тому числі «Сумгаїт», «Сабаїл», «Угур».
Влітку 2019 року перейшла до російського клубу «Торпедо» (Іжевськ). Дебютний матч у вищому дивізіоні Росії зіграла 3 серпня 2019 року проти клубу «Рязань-ВДВ», провівши на полі перші 70 хвилин. Всього до кінця сезону взяла участь у 8 матчах вищої ліги.
Напередодні початку сезону 2020 року стала гравцем новоствореного петербурзького «Зеніту».
Виступала за юнацьку і молодіжну збірну Азербайджану. У складі юнацької збірної взяла участь у фінальному турнірі дівочого чемпіонату світу 2012 року, який проходив в Азербайджані. У національній збірній дебютував в офіційних матчах 2019 року, зігравши шість поєдинків у відбірному турнірі чемпіонату Європи 2021.